# Valero Iriarte

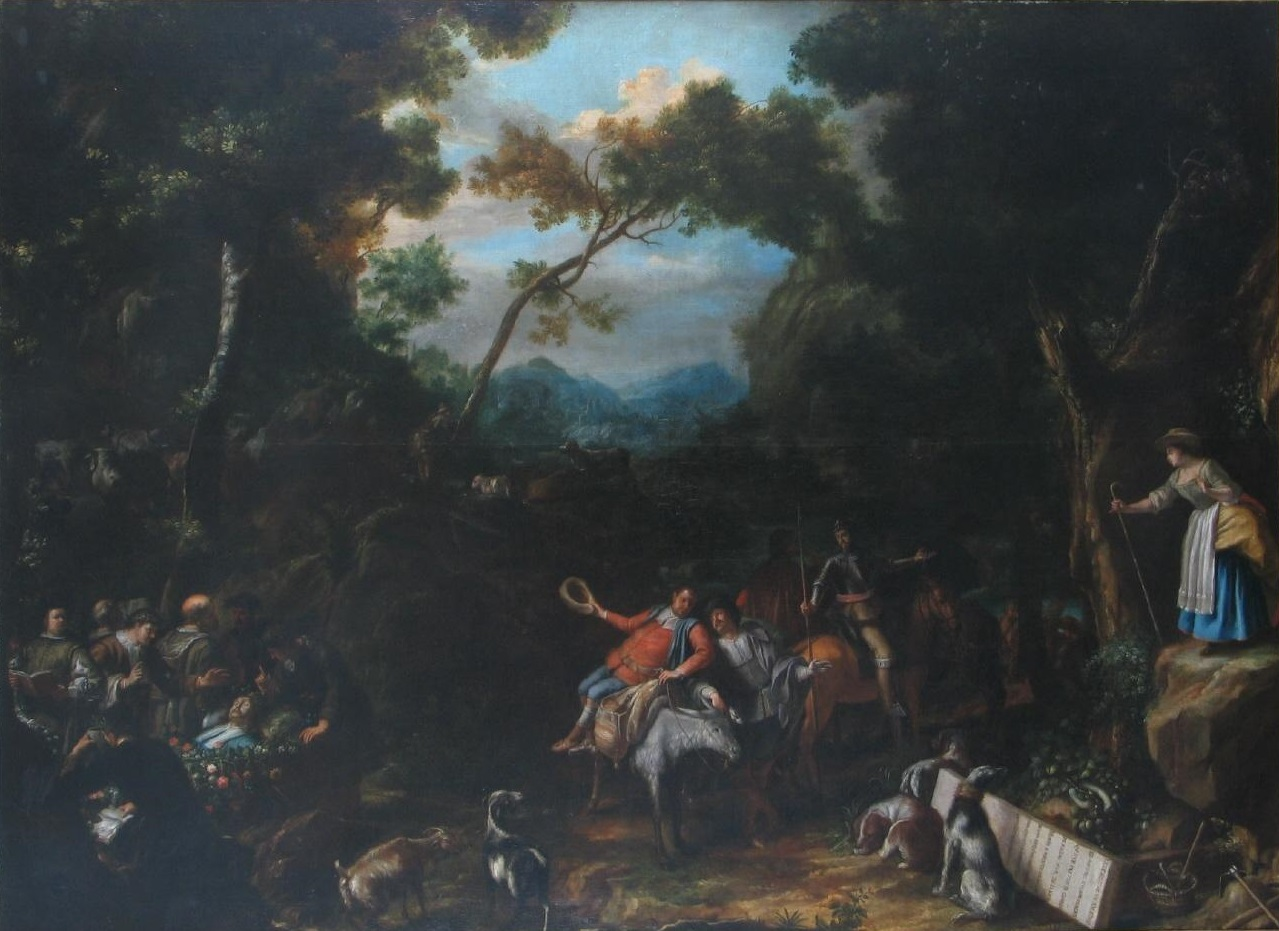
Historia del pastor Grisostomo y de la pastora Marcela (escena del Quijote), óleo sobre lienzo, 162 x 220 cm, Valladolid, Museo Casa de Cervantes.

Valero Iriarte (c 1680- c 1753) fue un pintor barroco español.

## Biografía
Natural de Zaragoza, muy pronto se trasladó a Madrid donde tras retratar al príncipe de Asturias en 1711, tuvo acceso a palacio y recibió otros encargos del rey Felipe V y de su esposa Isabel de Farnesio. En 1723 solicitó el cargo de pintor del rey que había quedado vacante a la muerte de Nicola Vaccaro, lo que no obtuvo por el momento. Dos años más tarde recibió del Consejo de Castilla el nombramiento de tasador de las pinturas antiguas.
Formado en el convencional estilo barroco de finales del siglo XVII, como pone de manifiesto su Inmaculada del Museo de Zaragoza, obra sin duda juvenil, una vez llegado a Madrid se mostró receptivo a las influencias de los pintores franceses presentes en la Corte, como se pone de manifiesto en los fondos paisajísticos de las escenas del Quijote pintadas, al parecer, por encargo de Isabel de Farnesio de cuya colección proceden las tres conservadas en el Museo del Prado (Don Quijote en la venta, Don Quijote armado caballero y Lucha de don Quijote y el vizcaíno), a las que podrían agregarse, aunque de formato mayor, la Historia del pastor Grisostomo y de la pastora Marcela del Museo Casa de Cervantes de Valladolid y Don Quijote en su batalla con los pellejos de vino de la Fundación Banco Santander.
También en los retratos se manifiesta la doble influencia de la retratística tradicional, a la manera de Carreño, y la que aportan las novedades de los retratistas franceses Jean Ranc y Michel-Ange Houasse, lo que hará de él un retratista de éxito entre la aristocracia y la alta burguesía, como manifiesta la serie de retratos de la familia Contreras. De algunos de sus retratos, como los dedicados a los médicos Martín Martínez y José Cervi, se abrieron grabados por Juan Bernabé Palomino, firmados «Valerius Yriarte delin».